# Gmina Mallory

Położenie Gminy Mallory w hrabstwie Clayton

Gmina Mallory (ang. Mallory Township) – gmina w USA, w stanie Iowa, w hrabstwie Clayton. Według danych z 2000 roku gmina miała 411 mieszkańców, a jej powierzchnia wynosi 93,19 km².